# Atta texana
Atta texana is een mierensoort uit de onderfamilie van de Myrmicinae. De wetenschappelijke naam van de soort is voor het eerst geldig gepubliceerd in 1860 door Buckley.

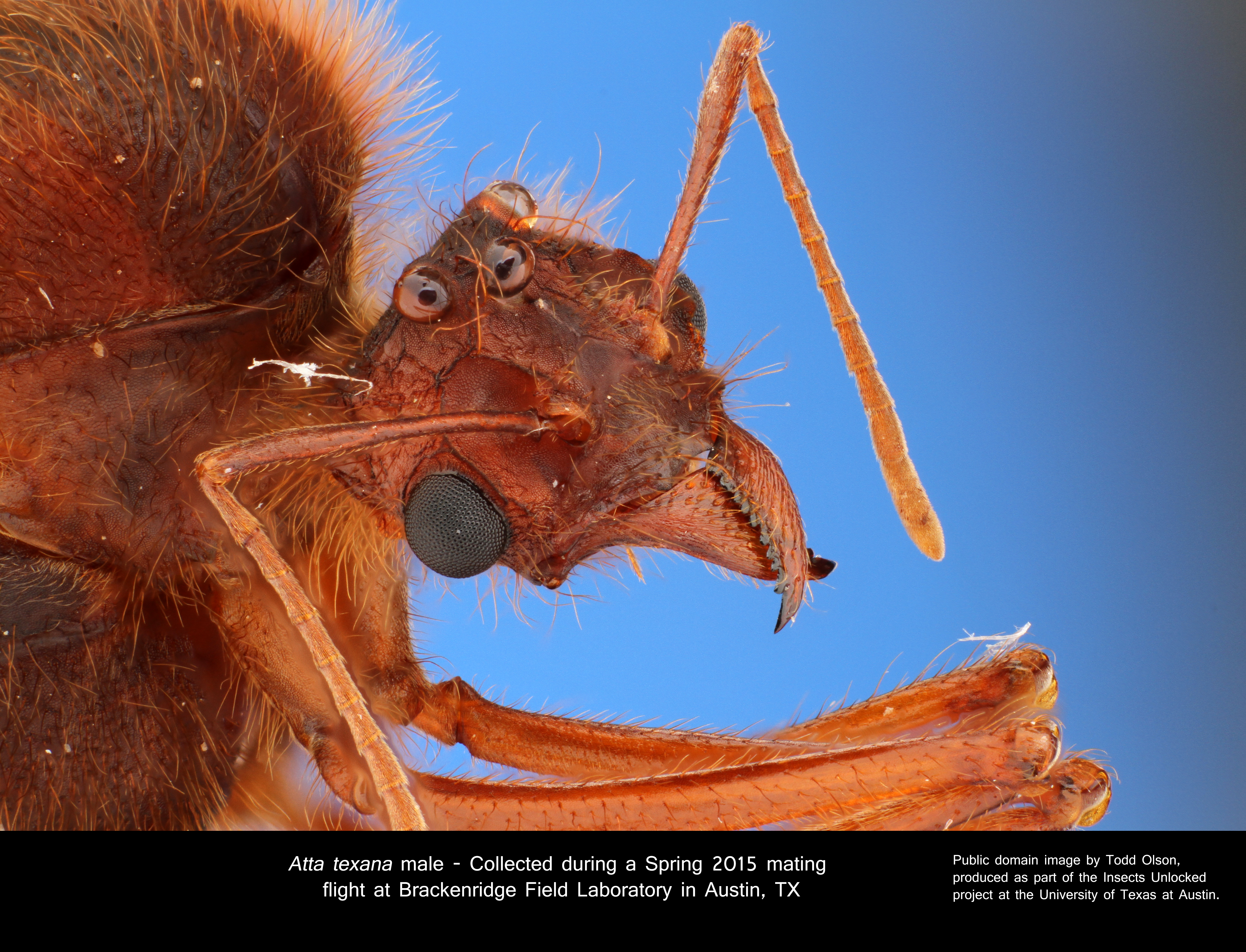
Mannetje in paringsvlucht